# Prosagedicht
Ein Prosagedicht (französisch poème en prose) ist ein Gedicht in Prosa, also ohne die für gebundene Rede konstitutiven Formelemente wie Verse oder Reime. Dennoch weist es Merkmale des Gedichts wie starke Verdichtung und Rhythmisierung der Sprache und lyrische Subjektivität auf.
Seine Blüte erlebte das Prosagedicht im Frankreich des 19. und frühen 20. Jahrhunderts. In der deutschen Literatur war die Form um die Jahrhundertwende, im Dadaismus und im Expressionismus beliebt, verstärkt dann wieder ab Mitte des 20. Jahrhunderts. Historisch sieht man die Wurzeln des Prosagedichts in der deutschen Romantik.
Der deutsche Begriff wurde in den 1960er Jahren aus dem Französischen übernommen und bleibt in der Literaturwissenschaft umstritten. So lehnt Dieter Lamping den Begriff vollständig ab, da für ihn die Gliederung in Verse für das Gedicht konstitutiv ist. Dagegen wird eingewandt, dass lediglich in Verszeilen umgebrochene Alltagssprache nicht als Gedicht anerkannt werde, der Zeilenfall also nicht das Gedicht ausmachen könne.

## Geschichte
Als erstes französisches Prosagedicht gilt Gaspard de la nuit (1842) von Aloysius Bertrand. In der deutschen Romantik hatte es aber bereits bedeutende Vorbilder gegeben, zu nennen sind hier Jean Paul mit seinen „Polymetern“ und „Streckversen“, Novalis mit seinen „Hymnen an die Nacht“ (zweite Fassung), Hölderlin und Heine. 
Namengebend und maßgeblich für die Entwicklung der Form waren aber die 1869 erschienenen Petits poèmes en prose (auch bekannt als Le Spleen de Paris), eine Sammlung von 51 Prosagedichten von Charles Baudelaire. In der Vorrede schreibt Baudelaire:

„Wen gibt es unter uns, der nicht, in seinen ehrgeizigen Stunden, von dem Wunder einer poetischen Prosa geträumt hat, die musikalisch wäre ohne Rhythmus und ohne Reim, biegsam und eigenwillig genug, um sich den lyrischen Regungen der Seele, den Wellenbewegungen der Träumerei, den Erschütterungen des Bewusstseins anzupassen? Es ist hauptsächlich das Leben in den Riesenstädten, das Durcheinander ihrer zahllosen Beziehungen, das dieses quälende Ideal entstehen lässt.“

Ein weiteres für die Geschichte des Prosagedichts bedeutendes Werk, das im 20. Jahrhundert zu einer Quelle der Inspiration für die Surrealisten wurde, waren die 
1869 erschienenen Chants de Maldoror des Comte de Lautréamont.
In Deutschland wurde die Form von dem  mit Baudelaires Werk gut vertrauten Detlev von Liliencron aufgegriffen, der 1883 Prosagedichte in Adjutantenritte und andere Gedichte veröffentlichte. Zahlreiche Dichter des Fin de Siècle veröffentlichten Prosagedichte, so in Frankreich Stéphane Mallarmé, Arthur Rimbaud, Paul Valéry. Maurice Maeterlinck und Stefan George wirkten dort auch als Vermittler der deutschen Romantik. Im angelsächsischen Raum sind Oscar Wilde und Walt Whitman zu nennen, in Deutschland und Österreich
Peter Altenberg, 
Hermann Hesse, 
Hugo von Hofmannsthal, 
Christian Morgenstern,
Rainer Maria Rilke 
und
Robert Walser.
In Russland wurde die Gattung von Iwan Turgenew eingeführt. Auch Aleksandr Blok und Andrej Belyi schrieben Prosagedichte.
Neuere Beispiele deutscher Prosagedichte stammen von  
Hans Magnus Enzensberger, Erich Fried, Günter Bruno Fuchs, Günter Grass, Peter Handke und Sarah Kirsch.